# Ouroeste (ort)
Ouroeste är en ort i Brasilien.   Den ligger i kommunen Ouroeste och delstaten São Paulo, i den södra delen av landet, 500 km sydväst om huvudstaden Brasília. Ouroeste ligger 498 meter över havet och antalet invånare är 8 405.
Terrängen runt Ouroeste är huvudsakligen platt. Ouroeste ligger uppe på en höjd. Ouroeste är det största samhället i trakten.
Omgivningarna runt Ouroeste är en mosaik av jordbruksmark och naturlig växtlighet. Runt Ouroeste är det ganska glesbefolkat, med 24 invånare per kvadratkilometer.